# Afilace
Cizím slovem afilace se označuje přidružení, sdružení či připojení jednoho podniku k druhému – sloučení podniků, provozů, firem apod., může se tedy jednat o nějakou formu ať už interní nebo i externí fúze. V dalším významu se pak jedná o termín pro samostatnou obchodní společnost zřízenou svým mateřským podnikem respektive hlavní firmou v zahraničí. V současné době je slovo afilace v českém právním prostředí nepříliš vhodně obepisováno souslovím organizační složka zahraniční právnické osoby (obvykle bývá zapsaná v obchodním rejstříku). Tyto afilace zahraničních firem pak mateřské firmě či podniku slouží zejména k získávání nových odbytišť, upevňování pozic na místním trhu, získávání nových zákazníků, k propagaci a reprezentaci mateřské firmy, k marketingové a servisní činnosti, někdy i k nákupu místních služeb, surovin či výrobků.